# Општина Шаулија (Муреш)
Шаулија (рум. Şăulia) општина је у Румунији у округу Муреш.
Oпштина се налази на надморској висини од 369 m.